# Estadio do Canindé
El Estadio do Canindé (nombre completo Estadio Doctor Osvaldo Teixeira Duarte) es un estadio de fútbol localizado en las márgenes del Rio Tietê, en la ciudad de São Paulo y cuyo propietario es la Associação Portuguesa de Desportos, club social-polideportivo ligado a la colonia portuguesa de São Paulo.

## Historia
El Deutsch Sportive, club de la colonia alemana de Sao Paulo, era dueño de una propiedad en el barrio de Canindé, donde practicaba los deportes más variados. Pero con la declaración de guerra por parte del gobierno brasileño a los países del Eje durante la Segunda Guerra Mundial, comienza una persecución a los clubes de colonias de estos países, entre ellos Alemania. El Deutsch decide vender su propiedad confiscada por temor a perderla. A su vez, el São Paulo Futebol Clube , que resolvió el problema de su estadio para los partidos, adoptando el Estadio Pacaembu , no tenía un lugar para entrenar. Canindé se compró el 29 de enero de 1944. Sin embargo, el acuerdo debería permitir que los socios del club original siguieran usando las instalaciones. El Sportive Deutsch cambió su nombre por el de Guaraní, abrasileñándose para evitar la persecución. Más tarde, sus miembros se unieron al São Paulo.
En 1956, Portuguesa adquirió la propiedad en el barrio de Canindé a su propietario, Wadih Sadi. Este, miembro del São Paulo Futebol Clube, que compró la propiedad para el club un año antes. En el lugar sólo había una pequeña infraestructura, que incluía un campo para entrenamientos, un pequeño salón, vestuarios y otras dependencias. Para poder jugar los partidos oficiales y cumplir con las exigencias de la Federación Paulista de Fútbol, se hicieron varias reformas, se levantaron cercas y unas gradas de madera provisionales. Estas primeras gradas terminaron dando al estadio el apodo cariñoso de "Isla de Madeira" - un título alusivo al archipiélago portugués.
Con estas características, el Canindé recibió su primer partido oficial en 11 de enero de 1956, cuando la Portuguesa ganó a una selección conformada por los rivales, Palmeiras y Sao Paulo, por 3-2. Nelsinho del São Paulo anotó el primer gol de este partido en el estadio. Con el nombre de Estadio Independencia, el estadio fue inaugurado oficialmente en Canindé 9 de enero de 1972 , inaugurado con el partido Portuguesa 1-3 Benfica. En la inauguración oficial, ya contaba con gradas de hormigón, pero su capacidad era todavía sólo diez mil espectadores. En 1979, el presidente Manuel Mendes Gregorio cambió el nombre del estadio por el actual nombre de Dr. Oswaldo Teixeira Duarte. La capacidad total se amplió a 28 500 espectadores sentados. Antes de la construcción del estadio, sin embargo, fue encargado al arquitecto João Batista Vilanova Artigas (quien ya había diseñado el estadio Morumbi en la década anterior) un estudio para el estadio del club, en el mismo lugar. Este estudio - caracterizado por gradas triangulares y estar abierto a marginal -, fue descartado en favor del proyecto, del estadio actual, pero ahora que el equipo descendió a la "C" de Brasil, quieren demoler el "Canindé".

## Gran público
- Partidos en la lista con más de 20 000 asistentes:

1. Portuguesa 1 - 3 Corinthians, 25 662, 10 de octubre de 1982 (23 858 pago).
2. Portuguesa 3 - 1 Coritiba (PR), 25 491, 15 de noviembre de 1998.
3. Portuguesa 0 - 1 Cruzeiro (MG), 25 312, 9 de diciembre de 1998.
4. Portuguesa 2 - 2 Palmeiras, 25 050, 1 de mayo de 1982.
5. Portuguesa 2 - 1 Palmeiras, 23 534, 15 de agosto de 1982 (21 989 pago).
6. Portuguesa 0 - 1 Flamengo(RJ), 23 570, 15 de marzo de 1984.
7. Portuguesa 2 - 1 Cruzeiro (MG), 22 973, 5 de diciembre de 1998.
8. Portuguesa 1 - 1 São Paulo, 22 606, 23 de abril de 1989.
9. Portuguesa 1 - 4 São Paulo, 21 980, 13 de marzo de 1988.
10. Portuguesa 1 - 0 São Paulo, 21 965, 22 de abril de 2001.
11. Portuguesa 1 - 2 Palmeiras, 21 690, 1 de mayo de 1996.
12. Portuguesa 0 - 0 Palmeiras, 20 968, 10 de abril de 1994.
13. Portuguesa 0 - 0 Santos, 20 305, 8 de noviembre de 2001.
14. Portuguesa 0 - 1 Santos, 20 192, 21 de mayo de 1989.

- Datos: Q1343230
- Multimedia: Estádio do Canindé / Q1343230